# もうひとつのリアリティ “LIVE + DOCUMENTARY”
『もうひとつのリアリティ “LIVE + DOCUMENTARY”』（もうひとつのりありてぃ らいぶ ぷらす どきゅめんたりー）は、日本のシンガーソングライターである尾崎豊のライブ・ビデオ。
2004年9月8日にSony Music RecordsよりDVDでリリースされた。

## 解説
1991年5月20日に神奈川県横浜市の横浜アリーナでスタートした尾崎のライブツアー「1991 BIRTH TOUR」の37回目の会場となった1991年8月27日に郡山市民文化センターで行われたライブから構成されている。
今作はWOWOWで平成13年（2001年）8月19日に放送された『尾崎豊 もうひとつのリアリティ “Live + Documentary”』を再編集したものとなっており、そこでは放送されなかった「虹」、「きっと忘れない」、「LOVE WAY」の3曲がボーナス・トラックとして収録されている。
「1991 BIRTH TOUR」はMCが他のライブツアーに比べても比較的多く、郡山でのライブの際は、中国の詩人である白居易の「身後黄金北斗ヲ支フトモ不如生前一杯ノ酒」という詩を紹介したり、ベルリンの壁の話などジャーナリズムなMCの他に、パントマイムなどを披露している。

## 収録映像
ライブ映像の他にこの郡山でのライブ前に行われた尾崎のプロデューサーである須藤晃とのインタビュー映像。レコーディング風景も収録している。また一部の曲はインタビュー映像の挿入のために一部のみの収録となっている。

### 収録曲
全曲、作詞・作曲：尾崎豊
1. 「FIRE」
2. 「Driving All Night」
3. 「十七歳の地図」- SEVENTEEN'S MAP
4. 「Scrambling Rock'n'Roll」
5. 「僕が僕であるために」- MY SONG
6. 「ロザーナ」- ROSSANA
7. 「虹」- RAINBOW
ボーナス・トラック
8. 「Cookie」
9. 「きっと忘れない」- HAPPY BIRTHDAY
ボーナス・トラック
10. 「卒業」 - GRADUATION
11. 「LOVE WAY」
ボーナス・トラック
12. 「禁猟区」 - DON'T TOUCH THIS
13. 「KISS」
14. 「Freeze Moon」

- アンコール

1. 「太陽の破片」
2. 「誕生」- BIRTH
3. 「I LOVE YOU」
4. 「シェリー」- Shelly

### 未収録曲
当日のセットリストに含まれた曲のうち、2曲が未収録となった。未収録曲のうち、「永遠の胸」は平成4年（1992年）3月30日に発売されたライブ・ビデオ「TOUR 1991 BIRTH」に収録されている。

## 参加ミュージシャン
「Yutaka Ozaki & THE BIRTH TOUR BAND」
- 尾崎豊 - ボーカル、ギター、ピアノ、ブルースハープ
- 西本明 - キーボード
- 長田進 - ギター
- 鈴川真樹 - ギター
- 渡辺茂 - エレクトリックベース
- 滝本季延 - ドラムス
- 里村美和 - パーカッション
- 関誠一郎 - サクソフォーン、キーボード
- 岩本章子 - コーラス
- 山根栄子 - コーラス